# Parazosmotes borneensis
Parazosmotes borneensis là một loài bọ cánh cứng trong họ Cerambycidae.